# Хоккайдо (порода собак)
Хоккайдо, или айну, или сета (яп. 北海道犬 хоккайдо-кен), — порода охотничьих собак, одна из шести в регистре японской кинологической организации по защите и сохранению исконно японских пород — Нихонкэн Ходзонкай (Nippo). Используется как охотничья, охранная собака и компаньон. Собаки этой породы пришли на остров Хоккайдо с айнами, вытесненными на север переселенцами с Корейского полуострова в период Яёй.

## История породы
Предками хоккайдо были средние японские собаки, сопровождавшие мигрантов с японского острова Хонсю на Хоккайдо в период Камакура, на заре развития торговых отношений между Хоккайдо и регионом Тохоку.
Первоначально порода имела несколько линий разведения, названных по областям происхождения, самыми известными из которых являются Биратори, Ацума, Ювамизава и Титосе. Последняя наиболее распространена и отличается чистотой породы на раннем этапе её развития. В этой линии были собаки белого окраса, меньшего размера, с маленькими ушами и широкими лбами. Собаки линии Ацума часто имели тигровый окрас и более конусообразные морды.
Порода получила своё название в 1937 году, когда была объявлена памятником природы. Ранее известна как айну-кэн — собака народа айну, коренных жителей Хоккайдо, разводивших её для охоты на медведя и других животных. Во время весеннего нереста хоккайдо помогали добывать лосося. В годы Второй мировой войны, пройдя специальную подготовку, использовались для передачи донесений и определения местонахождения вражеских лагерей.
В 1964 году признана Международной кинологической федерацией и отнесена к группе шпицев и пород примитивного типа, к подгруппе азиатских шпицев и близких пород. Основными регистрирующими организациями являются Общество по сохранению хоккайдо (яп. 北海道犬保存会 хоккайдокэн ходзонкай) и Ассоциация собак хоккайдо (яп. 北海道犬境界 хоккайдокэн кё:кай). Ежегодно регистрируется от 900 до 1000 собак, за пределами родины порода чрезвычайно редка.

## Внешний вид
Собака среднего размера по сравнению с более крупной акитой или меньшей сибой, пропорционального и крепкого телосложения, с мощным костяком, рельефной мускулатурой, чёткими линиями тела и ярко выраженным половым диморфизмом. Соотношения высоты в холке и длины тела — 10/11, длины головы и длины морды — 3/2, длина головы должна составлять примерно 25 % от высоты в холке и равняться её ширине в районе скул.

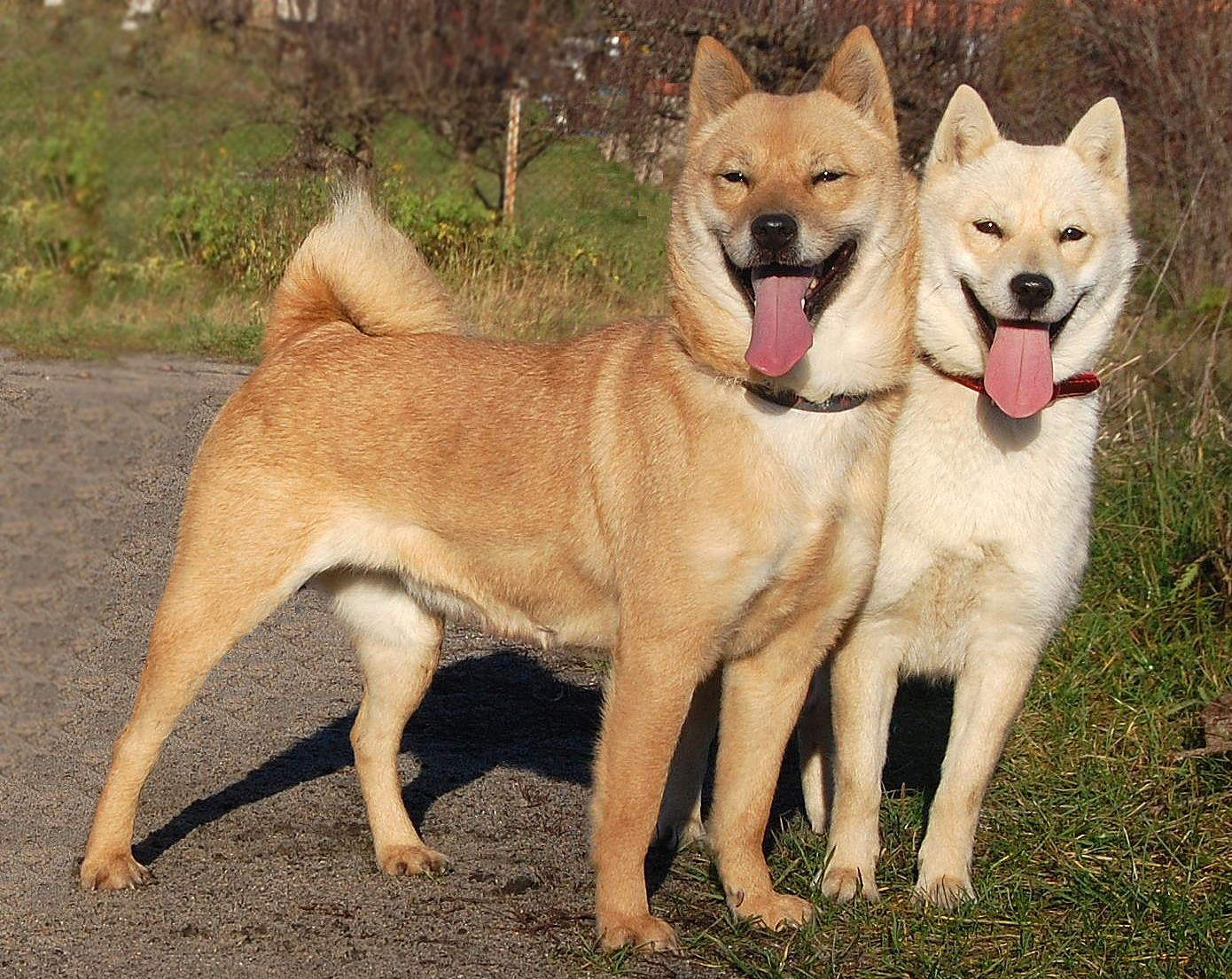

Череп широкий, с немного приплюснутым лбом. Переход ото лба к морде не резкий, но заметный. Морда клинообразная, прямая, мочка носа чёрная (розовый цвет носа допускается при белом окрасе); губы плотные, с чёрными краями; челюсти сильные, прикус ножницеобразный. Скулы хорошо развиты. Достаточно небольшие тёмно-коричневые глаза широко расставлены и имеют почти треугольную форму. Маленькие треугольные уши подняты и немного наклонены вперёд. Шея крепкая, мускулистая, без подвеса.
У хоккайдо ярко выраженная холка, прямая и крепкая спина, умеренно широкая, глубокая, хорошо развитая грудь, живот подобранный. Хвост толстый, посажен высоко, закручен бубликом на спине или загнут серпом. Плечи немного наклонены и образуют умеренный угол с лопатками, предплечья прямые, пясти слегка наклонные. Задние конечности сильные, хорошо развиты, подушечки лап твёрдые и упругие, когти чёрного или тёмного цвета.
Шерсть двойная, покровный волос жёсткий и прямой, подшёрсток мягкий и плотный, на хвосте шерсть достаточно длинная и очень густая. Различают несколько типов окраса: сезам (рыже-палевый с чёрными кончиками волос), тигровый, красный, чёрный, чёрно-подпалый и белый. Чёрные пятна на языке достаточно большого количества хоккайдо свидетельствуют об их родстве с чау-чау и шарпеем.
Высота в холке кобелей — 48,5—51,5 см, сук — 45,5—48,5 см, вес — 20—30 кг.

## Темперамент
Собаки породы хоккайдо умные и сообразительные, верные, послушные, бойкие и смелые, обладают большой выносливостью, при этом проявляя достоинство, благородство и мягкость, благодаря шёрстному покрову приспособлены к суровым снежным зимам; их движения легки и энергичны. Они обладают чрезвычайно сильным охотничьим инстинктом и могут убивать мелких животных, если не отучить от этого со щенячьего возраста.
На охоте азартны и отважно вступают в схватку с медведем весом в 3—3,5 центнера, при этом обладают уравновешенным характером. В последнее время всё чаще выступают в роли компаньонов, однако могут быть агрессивными по отношению к незнакомым людям. Будучи активными собаками, нуждаются в ежедневных физических нагрузках, в противном случае могут сосредоточить свою скуку на деструктивных действиях — будут грызть вещи и рыть землю.

## Здоровье
В целом устойчивая к врождённым и наследственным проблемам со здоровьем порода. Имеет генотип, сходный с генотипом первых собак, пришедших на японские острова в период Дзёмон вместе с людьми. По генетическим характеристикам порода близка к породе рюкю с острова Окинава. К возможным наиболее распространённым заболеваниям можно отнести дисплазию тазобедренного сустава, дисплазию локтевого сустава, аномалию глаз колли, гиподонтию, крипторхизм и некоторые формы аллергии. Средняя продолжительность жизни составляет 10—15 лет.

## Комментарии
1. ↑  Примитивными называют собак, сформировавшихся в результате естественного отбора в условиях свободной жизни и сильно отличающихся от собак, выведенных человеком[7].
2. ↑  Национальным клубом собаководства (Japan Kennel Club) порода также отнесена к группе шпицев и пород примитивного типа[8].